# Qualificazioni al campionato europeo maschile di calcio 2000 - Spareggi

## Sorteggio
Il sorteggio per gli spareggi si è tenuto a Aquisgrana, in Germania, il 13 ottobre 1999. Non è stato applicato nessun criterio a questo sorteggio, pertanto gli accoppiamenti sono stati del tutto casuali.

## Risultati

### Andata
| Arbitro: | Manuel Díaz Vega |

|  |           |                 |
|  | Marcatori | 21’ 42’ Scholes |

| Arbitro: | Urs Meier |

|                          |           |              |
| Zahovič 53’ Ačimovič 84’ | Marcatori | 33’ Ševčenko |

| Arbitro: | David Elleray |

|  |           |                                                             |
|  | Marcatori | 2’ 34’ Tomasson 66’ Tøfting 69’ Jørgensen 72’ Steen Nielsen |

| Arbitro: | Anders Frisk |

|           |           |                    |
| Keane 79’ | Marcatori | 83’ (rig.) Havutçu |

### Ritorno
| Arbitro: | Pierluigi Collina |

|  |           |               |
|  | Marcatori | 38’ Hutchison |

| Arbitro: | Bernd Heynemann |

|                   |           |            |
| Rebrov 68’ (rig.) | Marcatori | 78’ Pavlin |

| Arbitro: | Vítor Melo Pereira |

|                                        |           |  |
| Sand 4’ Steen Nielsen 14’ Tomasson 64’ | Marcatori |  |

| Bursa 17 novembre 1999, ore 20:00 UTC+2 | Turchia          | 0 – 0 referto | Irlanda | Stadio Atatürk (19.000 spett.)\| Arbitro: \| Gilles Veissière \| |
| Arbitro:                                | Gilles Veissière |               |         |                                                                  |

### Tabella riassuntiva
| Squadra 1 | Totale | Squadra 2   | Andata | Ritorno |
| --------- | ------ | ----------- | ------ | ------- |
| Scozia    | 1 - 2  | Inghilterra | 0 - 2  | 1 - 0   |
| Slovenia  | 3 - 2  | Ucraina     | 2 - 1  | 1 - 1   |
| Israele   | 0 - 8  | Danimarca   | 0 - 5  | 0 - 3   |
| Irlanda   | 1 - 1  | Turchia     | 1 - 1  | 0 - 0   |

## Statistiche

### Classifica marcatori
3 reti
- Jon Dahl Tomasson

2 reti
- Brian Steen Nielsen
- Paul Scholes

1 rete
- Martin Jørgensen
- Ebbe Sand
- Stig Tøfting
- Keane
- Don Hutchison
- Milenko Ačimovič
- Miran Pavlin
- Zlatko Zahovič
- Tayfur Havutçu (1 rig.)
- Andrij Ševčenko
- Serhij Rebrov (1 rig.)